# Adoption (Film)
Adoption (ungarisch Örökbefogadás) ist ein ungarischer Spielfilm aus dem Jahr 1975. Márta Mészáros führte Regie und gewann mit diesem Film als erste Frau den Goldenen Bären der Internationalen Filmfestspiele Berlin. Der Film wird gemeinsam mit Neun Monate (1976) und Zwei Frauen (1977) als Trilogie von Mészáros über Mütterlichkeit und Beziehungen unter Frauen gesehen.

## Handlung
Kata arbeitet in einer Schleiffabrik und lebt allein in einem kleinen Haus. Sie hat eine heimliche Liebesbeziehung zu Jóska, der mit einer anderen Frau verheiratet ist, mit dieser zwei Kinder hat und nicht vorhat, sich scheiden zu lassen. Kata hingegen ist in ihren Vierzigern und will ihre letzte Chance probieren, von Jóska schwanger zu werden und ein Kind zu kriegen. Jóska lehnt das ab.
Einige Mädchen aus dem Internat in der Nähe von Katas Haus besuchen Kata. Eines der Mädchen, Anna, will Katas Haus benutzen, um dort ihren Freund Sanyi zu treffen, mit dem sie sich im Internat nicht treffen darf. Kata schickt die Mädchen weg, weil sie sie nicht kennt. Bald entsteht aber eine Freundschaft zwischen Anna und Kata. Kata ermöglicht es Anna, sich in ihrem Haus mit ihrem Freund zu treffen, und sie überredet auf Annas Wunsch deren Eltern, ihrer minderjährigen Tochter zu erlauben, ihren Freund zu heiraten.
Bei der Hochzeit von Anna und Sanyi wird Anna traurig und streitet sich mit ihrem neuvermählten Mann. Inspiriert durch die Freundschaft mit Anna, beschließt Kata, ein Kind zu adoptieren. Nachdem sie die bürokratischen Hürden hinter sich gebracht hat, holt Kata ihr adoptiertes Kind ab.

## Auszeichnungen
Bei den Internationalen Filmfestspielen Berlin 1975 gewann der Film den Hauptpreis des Festivals, den Goldenen Bären. Adoption war die ungarische Einsendung für die Kategorie „Bester fremdsprachiger Film“ der Oscarverleihung 1976, wurde aber nicht nominiert.

## Veröffentlichung
Nach dem Gewinn des Goldenen Bären wurde der Film in zahlreichen Ländern gezeigt und von Kritikern besprochen, in Ungarn selbst erhielt der Film aber wenig Anerkennung, so Mészáros.
2018 wurde der Film unter Verwendung des originalen Kameranegativs und Magnettons sowie mit der Unterstützung des Kameramanns Lajos Koltai restauriert.